# Bartosz Kizierowski
Bartłomiej "Bartosz" Kizierowski (born ngày 20 tháng 2 năm 1977) là một vận động viên bơi tự do. Anh đại diện cho Ba Lan tham dự thi đấu tại bốn kỳ Thế vận hội Mùa hè, bắt đầu từ năm 1996.

## Tiểu sử
Bartosz Kizierowski bắt đầu sự nghiệp với tư cách là một vận động viên bơi ngửa nhưng dần dần chuyển sang bơi tự do vào giữa những năm 1990.
Bartosz Kizierowski được đào tạo tại The Race Club, một câu lạc bộ chuyên về kỹ thuật bơi lội được sáng lập bởi hai cha con vận động viên bơi lội Olympic là Gary Hall, Jr. và Gary Hall, Sr. Câu lạc bộ này ban đầu có tiếng là "The World Team" vì được thành lập với mục đích huấn luyện nên những vận động viên bơi lội ưu tú trên khắp thế giới để chuẩn bị cho Thế vận hội Olympic Sydney 2000. Để được đào tạo tại CLB Race Club, vận động viên phải được xếp hạng trong top 20 thế giới trong ba năm gần nhất hoặc xếp hạng trong top 3 tại quốc gia của họ trong một năm gần nhất. Câu lạc bộ này bao gồm nhiều vận động viên bơi lội nổi tiếng như Roland Mark Schoeman, Mark Foster, Ryk Neethling, và Therese Alshammar.
Bartosz Kizierowski giành huy chương vàng đầu tiên vào năm 2002 tại Giải vô địch Châu Âu ở Berlin, ở hạng mục bơi tự do cự ly 50m. Tiếp đó, Bartosz Kizierowski giành huy chương vàng tại Giải vô địch Châu Âu năm 2006 ở Budapest.
Anh hiện đang sinh sống và học tập tại Hoa Kỳ, cụ thể tại Đại học California, Berkeley.